# Разборов, Александр Александрович
Алекса́ндр Алекса́ндрович Разбо́ров (род. 16 февраля 1963 года, Белово, Кемеровская область) — российский и американский математик, член-корреспондент РАН (с 2000 года), специалист в области теории вычислений. Имеет число Эрдёша, равное 2.

## Биография
Выпускник московской физико-математической школы № 2 (1980). Окончил механико-математический факультет МГУ (1987). Кандидат физико-математических наук (1987, диссертация «О системах уравнений в свободной группе»). 4 апреля 1991 года защитил докторскую диссертацию «Нижние оценки сложности вычисления булевых функций» (официальные оппоненты А. Е. Андреев, А. А. Карацуба, А. О. Слисенко).
С 1991 по 2008 год работал в Математическом институте им. В. А. Стеклова РАН. В 2001—2006 годах — постоянный член Института перспективных исследований Принстонского университета.
С 2008 года — заслуженный профессор в Университете Чикаго (США).
26 мая 2000 года избран членом-корреспондентом РАН по Отделению математических наук.

## Научные результаты
В наиболее известной его работе, написанной совместно со Стивеном Рудичем, он ввёл понятие о «естественных доказательствах», классе стратегий, используемых для доказательства фундаментальных нижних границ в определении вычислительной сложности. В частности, Разборов и Рудич показали, что, в предположении, что определённые виды односторонних функций существуют, такие доказательства не могут дать решение проблемы P = NP, поэтому для того, чтобы эту проблему решить, потребуется разработка новых методов доказательств.

## Награды и премии
- Золотая медаль Международной математической олимпиады в Лондоне (1979).
- Премия Неванлинны (1990) за «новый приближённый метод решения алгоритмических проблем»[7]
- Премия Гёделя (2007) (совместно со Стивеном Рудичем) за работу о «естественных доказательствах».[8][9]
- Заслуженный профессор (2008) факультета компьютерных наук им. Эндрю МакЛейша в Чикагском университете, США.